# Daigo (Sänger)

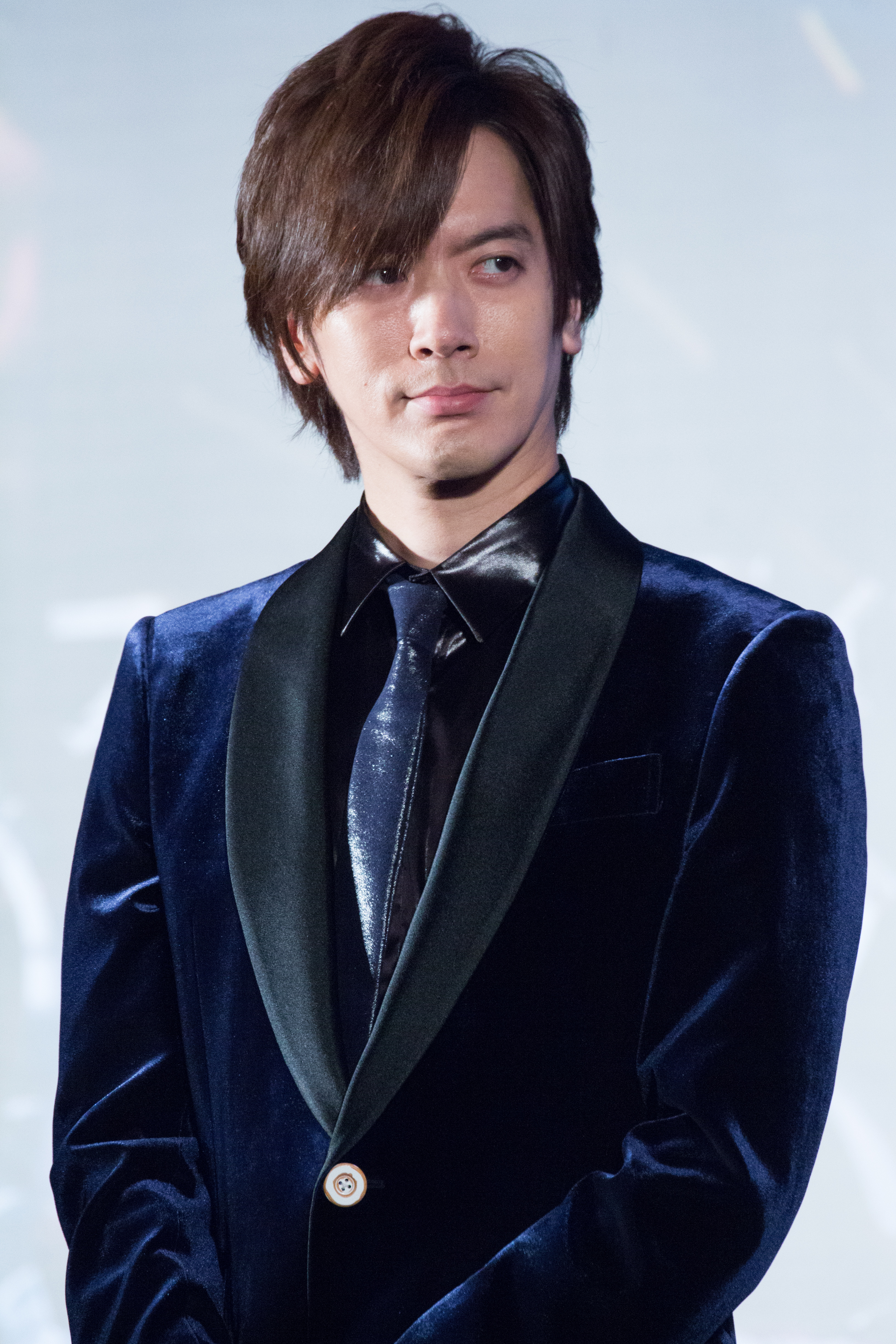
Daigo (2016)

Daigo (* 8. April 1978 in Tokio), bürgerlich Daigo Naitō (内藤 大湖, Naitō Daigo), ist ein japanischer Sänger und Songwriter. Er ist seit 2007 in der Band Breakerz bei Zain Records unter Vertrag. Zuvor trat er, ab 2003, unter dem Namen Daigo☆Stardust auf und war beim Label Victor Entertainment.

## Leben und Wirken
Seit 2006 ist er reguläres Mitglied der Variety Show Cunning no Dai-an Kichijitsu! (カンニングのDAI安★吉日!) und seit Oktober 2008 in Morita Kazuyoshi Hour – Waratte Iitomo! und Waratte Iitomo! Zōkangō!. Außerdem synchronisierte er den Protagonisten im US-Film Wanted, eine weitere im Anime-Film Detektiv Conan: Der nachtschwarze Jäger und trat teilweise auch als Schauspieler auf, wie eine Hauptrolle in dem Dorama Love Shuffle.
Seine Schwester ist die Mangaka Eiki Eiki, sein Großvater Noboru Takeshita war japanischer Premierminister.

## Diskografie
Nachfolgend sind seine Werke als Solokünstler Daigo☆Stardust aufgelistet.
Alben
- 2013: いつも抱きしめて / 無限∞Rebirth (Itsumo Dakishimete / Mugen∞Rebirth)
- 2013: Butterfly / いま逢いたくて… (Butterfly/Ima Aitakute...)
- 2018: Deing